# Expédition 32 (ISS)
Insigne de la mission
Équipage de l'expédition 32
Chronologie
 Expédition 31 Expédition 33 
L’Expédition 32 est le 32e roulement de l'équipage permanent de la Station spatiale internationale (ISS). Elle commence le 1er juillet 2012 avec le départ de Soyouz TMA-03M de la station pour renvoyer l'équipage de la 31e expédition sur Terre. L'expédition 32 s'achève le 16 septembre 2012.

## Équipage
| Position           | Première Partie (avril 2012 à mai 2012) | Seconde Partie (mai 2012 à juillet 2012) |
| ------------------ | --------------------------------------- | ---------------------------------------- |
| Commandant         | Gennady Padalka, RKA 4e vol spatial     | Gennady Padalka, RKA 4e vol spatial      |
| Ingénieur de vol 1 | Joseph M. Acaba, NASA 2e vol spatial    | Joseph M. Acaba, NASA 2e vol spatial     |
| Ingénieur de vol 2 | Sergei Revin, RKA 1er vol spatial       | Sergei Revin, RKA 1er vol spatial        |
| Ingénieur de vol 3 |                                         | Sunita Williams, NASA 2e vol spatial     |
| Ingénieur de vol 4 |                                         | Yuri Malenchenko, RKA 5e vol spatial     |
| Ingénieur de vol 5 |                                         | Akihiko Hoshide, JAXA 2e vol spatial     |

SourceNASA,,,